# Скополамин
Скополамин (лат. Scopolaminum; C17H21NO4) — алкалоид, содержащийся вместе с атропином в растениях семейства паслёновых (скополии, красавке, белене, дурмане и некоторых других). В медицине применяется как антихолинергическое средство.
Применяют в виде скополамина гидробромида (Scopolamini hydrobromidum).
Синонимы: Scopolaminum hydrobromicum, Hyoscini hydrobromidum.

## Общая информация
Бесцветные прозрачные кристаллы или белый кристаллический порошок. Слабо растворим в воде (1:3), растворим в спирте (1:17). С целью стабилизации растворов для инъекций прибавляют раствор хлористоводородной кислоты до pH 2,8—3,0. Стерилизуют при +100 °C 30 мин.
Химически скополамин близок к атропину: является сложным эфиром скопина и троповой кислоты. Близок к атропину по влиянию на периферические холинореактивные системы. Подобно атропину, вызывает расширение зрачков, паралич аккомодации, учащение сердечных сокращений, расслабление гладких мышц, уменьшение секреции пищеварительных и потовых желёз, сильную сухость во рту.
Оказывает также центральное холинолитическое действие. Обычно вызывает седативный эффект: уменьшает двигательную активность, может оказать снотворное действие. Характерным свойством скополамина является вызываемая им амнезия.
Скополамин применяли в психиатрической практике в качестве успокаивающего средства, в неврологической — для лечения паркинсонизма, в хирургической практике вместе с анальгетиками (морфин, промедол) — для подготовки к наркозу, иногда как противорвотное и успокаивающее средство при морской и воздушной болезни. В настоящее время применяют почти исключительно в офтальмологии при иритах, иридоциклитах и с диагностической целью для расширения зрачка вместо атропина.
В начале XX века скополамин был предложен в качестве «сыворотки правды».
Скополамин в организме в основном разлагается в печени и выводится с мочой.

## Противопоказания
Противопоказания те же, что при назначении атропина. Необходимо учитывать весьма широкое различие в индивидуальной чувствительности к скополамину: относительно часто обычные дозы вызывают не успокоение, а возбуждение, галлюцинации и другие побочные явления.
Противопоказан при глаукоме.